# Bremgarten (Argovie)
Pour les articles homonymes, voir Bremgarten.
Bremgarten est une ville du canton d'Argovie et le chef-lieu du district de Bremgarten.

## Histoire

Photo aérienne prise par Walter Mittelholzer (1922).

Fondée par les Habsbourgs, Bremgarten est aujourd'hui un centre régional.
Le 1er janvier 2014, elle a absorbé son ancienne voisine de Hermetschwil-Staffeln.

## Tourisme
La localité fait partie depuis 2017 de l'association Les plus beaux villages de Suisse.

## Culture et patrimoine

### Héraldique
| Blason | Blasonnement : D'argent au lion rampant de gueules. |

### Marchés
Bremgarten est connu pour ses quatre grands marchés, qui attirent des dizaines de milliers de visiteurs et sont d'une grande importance pour le tourisme. Le marché de Pâques, le lundi de Pâques (y compris le marché des machines agricoles) et le marché de Pentecôte, le lundi de Pentecôte, possèdent une tradition de plus de 750 ans. Le marché de la vieille ville se déroule sur deux jours fin octobre et est placé sous le signe de l'artisanat. Depuis 1995, le Christchindlimärt est organisé début décembre sur quatre jours. Avec plus de 100 000 visiteurs et plus de 300 stands de marché, il est devenu le plus grand marché de Noël de Suisse et a acquis entre-temps un rayonnement international. En outre, des marchés hebdomadaires ont lieu tous les mercredis et samedis de mars à novembre.

### Culture alternative
En juin 1990, des jeunes ont occupé une usine textile inoccupée depuis 16 ans. L'année suivante, le « Verein KulturZentrum Bremgarten KuZeB » a été fondé, avec pour objectif de créer une petite version du Wohlgroth à Zurich. Depuis 1992, l'association a un contrat de location avec le propriétaire du bâtiment de l'usine. Le programme culturel du KuZeB va des concerts de culture alternative et de sous-culture de format international aux lectures et conférences politiques. Dans une partie de la population, l'apparence du bâtiment entraîne un rejet.

### Personnalités
- Stefan Joho (1963-), coureur cycliste professionnel
- Heinrich Weber (1767-1847), personnalité politique suisse